# Marja Kubašec
Marja Kubašec (nemško Maria Kubasch), lužiškosrbska pisateljica in prva učiteljica lužiškega jezika.* 7. marec 1890 v Quoosu/Chasowu, † 13. april 1976 v Bautzenu/Budišinu, Nemška demokratična republika

## Življenje
Marja Kubašec se je rodila v Quoosu/Chasowu in po končani osnovni šoli v Radiborju/Radworju od 1902 do 1909 obiskovala gimnazijo v Erfurtu. Leta 1909 je dobila svoje prvo učiteljsko mesto v Duisburgu in se leta 1911 vrnila v Lužico. Do leta 1925 je učila v kraju Crostwitz/Chrósćicy do leta 1925, na srednji šoli v Pulsnitz/Połčnici od 1925 do 1938 in v Großröhrsdorfu/Wulke Rědorjecy do 1945. Po drugi svetovni vojni zaradi članstva v NSDAP sprva ni delala kot učiteljica, temveč je poučevala v lužiškem izobraževalnem centru za odrasle in kot članica izvršnega odbora za reorganizacijo Domowine. Leta 1949 se je ponovno zaposlila kot učiteljica v Bautzenu/Budyšinu, od leta 1952 pa je delala kot predavateljica za lužiško in nemško literaturo na učiteljskem seminarju v krajih Radibor/Radwor in Kleinwelka/Mały Wjelkow. Od leta 1956 je živela kot upokojenka in pisateljica v svoje rojstnem kraju.
Po vrnitvi v Lužico je leta 1911 postala članica Maćice Serbske. Pod vplivom Arnošta Muke in Ota Wićaza, se je  po prvi svetovni vojni priključila narodnemu gibanju za lužiško srbščino. V tem času je bila urednica otroške revije Raj in od leta 1920 do 1922 časopisne priloge Srbski študent. Prispevala je tudi k prvi čitanki za srednjo šolo. Poleg tega je v dvajsetih letih dvajsetega stoletja ustvarila svoja lastna literarna dela, na primer novela Wusadny ("Gobavec"; 1922/23 v reviji žužica) ali predstava Chodojta ("Čarovnica"; predpremiera ob 50. Schadźowanki - srečanju lužiđkih študentov 1925 v Crostwitzu/Chrósćicy ). V času, ko je učila v nemških šolahv  Pulsnitz/Połčnici od  v Großröhrsdorfu/Wulke Rědorjecy  je napisala tudi nekaj del v nemščini.
Po drugi svetovni vojni se je Marja Kubašec leta 1947 pridružila krogu lužiškosrbskih literatov in leta 1954 Društvu pisateljev NDR. Leta 1964 je sodelovala pri ustanovitvi lužiškosrbskega pionirskega gledališča, iz katerega je po padcu zidu leta 1990 nastalo lužiško otroško gledališče v okviru nemško-lužiškosrbskega gledališča. Njena predstava Wichor a słónčna pruha ("Nevihta in sončni žarek") je bila prva premiera gledališča leta 1965.
Njena življenjepisa dveh žrtev nacionalsocializma Marije Grollmuß ( Hwězdy nad bjezdnom, 1960) in Aloisa Andritzkega (Alojs Andricki, 1967), sta naletela na veliko odobravanje,  pa tudi njena zgodovinska trilogija o učiteljici v Lužici 18. stoletja Bosćij Serbin. Prevedla je tudi številne skladbe iz češčine in kasneje tudi iz ruščine. Nekatera njena dela so bila prevedena v nemščino, češčino, poljščino in bolgarščino.
Leta 1962 so Marji Kubašec podelili nagrado Ćišinski ; Leta 1966 je prejela literarno nagrado Domowina in leta 1975 medaljo Johannesa R. Becherja .

## Izbrana dela
- Vusadny. Smoler, Budyšin 1925.
- Khodojta. Hra w třoch enanjach. Smoler, Budyšin 1926.
- Jakub Bart Ćišinski. Basnik młodźiny a přichoda 1856–1909. Ludowe nakładnistwo Domowina, Budyšin 1949.
- Koło časow. Wubrana zběrka powědančkow. Ludowe nakładnistwo Domowina, Budyšin 1959.
- Hwězdy nad bjezdnom. Ludowe nakładnistwo Domowina, Budyšin 1960.
- Ptače worakawstwa a druhe powědančka. Ludowe nakładnistwo Domowina, Budyšin 1961
- Bosćij Serbin. Zgodovinski roman. Trilogija, Ludowe nakładnistwo Domowina, Budyšin 1963, 1964 in 1965.
- Alojs Andricki. Ludowe nakładnistwo Domowina, Budyšin 1967.
- Lěto wulkich wohenjow. Zgodovinski roman. Ludowe nakładnistwo Domowina, Budyšin 1970.
- Zvezde nad breznom. Življenje Marije Grollmuß. Biografija, Union-Verlag, Berlin 1976.
- Nalětnje wětry. Ludowe nakładnistwo Domowina, Budyšin 1978.
- Grob v vresu. Zgodbe, prev. avtor Elenore Schmidt, Union-Verlag, Berlin 1990.

## Spletne povezave
- Literatura Marje Kubašec v lužiški bibliografiji